# Iris pseudocapnoides
Iris pseudocapnoides är en irisväxtart som beskrevs av Rukšans. Iris pseudocapnoides ingår i släktet irisar, och familjen irisväxter. Inga underarter finns listade i Catalogue of Life.